# Two Thumbs Up (film)
Pour plus de détails, voir Fiche technique et Distribution.
Two Thumbs Up (衝鋒車, Chung fung che) est une comédie d'action sino-hongkongaise écrite et réalisée par Lau Ho-leung et sortie en 2015.
Il raconte l'histoire d'une bande de voyou qui déguisent leur minibus pour le faire passer pour un véhicule de police et qui s'engagent petit à petit dans la traque de vrais criminels.

## Synopsis
Lucifer (Francis Ng) et sa bande de voyous déguisent leur minibus pour ressembler à un véhicule de police et se font passer pour des policiers sur une affaire de vol. Le policier Tsui (Leo Ku (en)) soupçonne cependant une « intention criminelle ». Sans ordre de ses supérieurs, il enquête sur cette bande. Lors du vol, les voyous s'engagent dans une fusillade contre de vrais criminels, qui tuent au hasard. Lucifer et ses hommes sont furieux. Ils peuvent porter des costumes de police et utiliser de faux pistolets, mais leur envie de vengeance est réelle. Tsui décide de se ranger du côté des imposteurs et de leur minibus. Lucifer et ses hommes redécouvrent le lien qu'ils ressentaient lorsqu'ils se battaient ensemble.

## Fiche technique
- Titre original : 衝鋒車
- Titre international : Two Thumbs Up
- Réalisation et scénario : Lau Ho-leung
- Photographie : Pakie Chan
- Montage : Chan Ki-hop
- Musique : I.M.P., Lam Kwan-fai et Julian Chan
- Production : Albert Lee, Soi Cheang, Julia Chu, Tong Man-hong, Zack Xu et Yang Xianghua
- Sociétés de production : Emperor Motion Pictures (en), Sil-Metropole Organisation, Huace Pictures et iQiyi Motion Pictures
- Sociétés de distribution : Emperor Motion Pictures
- Pays d’origine :  Hong Kong et  Chine
- Langue originale : cantonais et mandarin
- Format : couleur
- Genres : comédie d'action
- Durée : 103 minutes
- Date de sortie :
  - Hong Kong, Macao et Singapour : 2 avril 2015
  - Chine : 3 avril 2015

## Distribution
- Francis Ng : Lucifer
- Simon Yam : Chow Tai-po
- Leo Ku (en) : L'officier Tsui On-leung
- Patrick Tam : Johnny To
- Mark Cheng (en) : Lam Tung
- Christie Chen : La cambrioleuse
- Philip Keung : Le chef des cambrioleurs
- Rock Ji : Le cambrioleur A
- Jie Zhuang : La dame aux glaces
- Jamie Cheung : Tsang Ching-yee
- Siu Yam-yam (en) : La tante d'Ours sauvage
- Jack Kao : Le gardien
- Law Wing-cheung (en) : Le propriétaire du bowling
- Alan Mak : Tsui Po-on
- Felix Chong : Un inspecteur de police
- Mark Wu : Le père au bol de nouilles
- Dayo Wong : Cheung Po-keung (scènes coupées au montage)

## Production
Le tournage principal de Two Thumbs Up commence la 15 janvier 2014 avec une cérémonie de bénédiction en présence de l'équipe et des acteurs.

## Sortie
Le 24 mars 2014, une conférence de presse se tient lors du 38e festival international du film de Hong Kong et lors de laquelle une bande-annonce est présentée,. Le film est projeté en avant-première lors du 39e festival international du film de Hong Kong qui dure du 23 mars au 6 avril 2015 et sort dans les salles le 2 avril 2015.

## Box-office
Le film commence à la troisième place du box-office pendant sa première semaine d'exploitation à Hong Kong et récolte 5,90 millions HK$ de recettes. Il récolte 4,01 millions HK$ du 9 au 12 avril. Après deux week-ends, le film rapporte un total de 8,91 millions HK$ de recettes. Pendant son troisième week-end, il reste à la troisième place et totalise 11,5 millions HK$ de recettes. En Chine, il récolte 20,84 millions de yuans.

## Prix et nominations
| Prix et nominations                                  | Prix et nominations          | Prix et nominations | Prix et nominations |
| Cérémony                                             | Catégorie                    | Récipiendaire       | Issue               |
| ---------------------------------------------------- | ---------------------------- | ------------------- | ------------------- |
| 35e cérémonie des Hong Kong Film Awards              | Meilleur scénario            | Lau Ho-leung        | Nomination          |
| 35e cérémonie des Hong Kong Film Awards              | Meilleur nouveau réalisateur | Lau Ho-leung        | Nomination          |
| 3e festival international du film chinois de Londres | Meilleur second rôle         | Leo Ku (en)         | Lauréat             |
| 3e festival international du film chinois de Londres | Meilleur nouveau réalisateur | Lau Ho-leung        | Lauréat             |